# Palindromes
Palindromes är en amerikansk dramafilm från 2004. Den är skriven och regisserad av Todd Solondz. Filmen hade Sverigepremiär den 21 januari 2005.

## Handling
Filmen handlar om 13-åriga Aviva som inget hellre vill än att bli med barn. Hennes föräldrar emotsätter sig det och när Aviva blir gravid tvingas hon till abort. Dessutom opereras Avivas livmoder bort utan hennes vetskap. Hon rymmer sedan hemifrån i hopp om att hitta någon som kan göra henne gravid igen.
Ämnen såsom pedofili, religion och abort behandlas. 

## Om filmen
Rollen som Aviva spelas av åtta olika skådespelare, bland andra Jennifer Jason Leigh och en pojke (Will Denton). Tanken bakom detta sägs vara att Solondz alltid velat ha fler skådespelare till en och samma roll för att olika människor har olika talanger. Han menar även att vem som helst som ser den här filmen kan knyta an till någon del av Avivas liv.[källa behövs]
Musiken bl.a. "Lullaby (Aviva's And Henriette's Theme)" samt "Up On A Cloud" är komponerade av Nathan Larson och framförs tillsammans med Nina Persson

## Rollista (urval)
- Matthew Faber - Mark Wiener
- Angela Pietropinto - Mrs. Wiener
- Bill Buell - Mr. Wiener
- Emani Sledge - 'Dawn' Aviva
- Ellen Barkin - Joyce Victor
- Valerie Shusterov - 'Judah' Aviva
- Hannah Freiman - 'Henry' Aviva
- Rachel Corr - 'Henrietta' Aviva
- Will Denton - 'Huckleberry' Aviva
- Shayna Levine - 'Bob' Aviva
- Jennifer Jason Leigh - 'Mark' Aviva

## Mottagande
Filmen fick övervägande bra betyg av de svenska filmkritikerna, men kritikerna var mycket oeniga. Mest positiva var Nöjesguiden (betyg 5 av 6), Expressen (betyg 4 av 5) och Moviezine (betyg 4 av 5). Mest negativ var Aftonbladet (betyg 1 av 5).